# جائزة ناجي العلي لرسم الكاريكاتير
جائزة ناجي علي للكاريكاتير هي جائزة فنية دولية لرسم الكاريكاتير، وإحدى جوائز فلسطين الثقافية، تُمنح الجائزة للفنان الذي يتمتع بموهبة في رسم الكاريكاتير. الجائزة تحيي ذكرى الفنان الفلسطيني ورسام الكاريكاتير ناجي العلي. من أبرز الفائزين بها الفنانة أمية جحا لعام 2010.